# Guia Risari
Guia Risari (Milán, 14 de agosto de 1971) es una escritora, formadora y traductora italiana. 

## Biografía
Nacida en Milán, Guia Risari obtiene en 1990 el diploma de maturità classica en el Liceo Parini, para emprender a continuación estudios de Filosofía moral en la Universidad , y licenciarse en 1995 con una tesis sobre Jean Améry. A la vez que estudia, trabaja como periodista para l'Unità y como educadora social; participa además como voluntaria en la misión humanitaria localizada en el campo de refugiados de Klana.
Profundiza a continuación sus estudios sobre el antisemitismo a través del máster en "Modern Jewish Studies" ("Estudios hebraicos modernos") finalizado en 1997 en la universidad de Leeds. A partir de 1998 transcurre una larga temporada en Francia para continuar los estudios en Montpellier, Toulouse y París. De 1999 a 2008 estudia entre la Sorbona y La Sapienza de Roma. En el mismo periodo trabaja como bibliotecaria, profesora, traductora, periodista, escritora y conferenciante, sin apartarse nunca del voluntariado.
No en pocas ocasiones la autora es traductora de sus propias obras, que publica también en otros idiomas. . Los estudios llevados a cabo, el surrealismo, su sensibilidad hacia las minorías, su aprecio por los niños, los reelabora a través de la escritura, a la que se dedica de forma exclusiva a partir de 2001.

## Producción literaria
Exceptuando las traducciones y los ensayos, los escritos de Guia Risari suelen estar complementados por imágenes creadas en cada ocasión por varios autores: por ejemplo por los colores de Elisa Macellari para Il decamerino de Cecco Mariniello para Pane e oro y para La macchina di Celestino, por los collages de Marc Taeger para Achille il puntino, o por las ilustraciones a lápiz de Arianna Floris para La porta di Anne.
Il pesce spada e la serratura está ilustrado por Altan y se enhebra con el juego surrealista surrealista de los cadáveres exquisitos.
Il taccuino de Simone Weil está complementado por las ilustraciones de Pia Valentinis. La novela relata las vicisitudes reales y el escenario histórico en que vivió Simone Weil, con la forma de un diario imaginario. Impreso en un establecimiento tipográfico artesanal, y acompañado por su punto de lectura, el volumen se presenta con la apariencia de un auténtico bloc de notas: sus páginas son de "papel natural elaborado con fibras de algodón" y la encuadernación va abrazada por una goma.
La terre respire, con las acuarelas de Alessandro Sanna, representa "un himno a la potencia de la naturaleza"; Le chat âme, ilustrado por Ghislaine Herbéra, narra la historia de un gato considerado como "animal-guía, una especie de doble ancestral"; Le Petit Chaperon bleu, con las imágenes de Clémence Pollet, es una "versión surrealista" de Caperucita Roja.
La interacción entre escritura y gráfica, la curación de la edición, típicas del libro de artista, también son características propias del surrealismo y en particular del surrealismo femenino. Análogamente son elementos comunes a la producción literaria del surrealismo femenino el libro-objeto, la interdisciplinariedad, la utilización de la narrativa del cuento maravilloso poblada por criaturas mágicas y por gatos considerados como alter egoo, la atención hacia la naturaleza, el recurso a la imaginación y a la escritura para contrarrestar la negatividad y los prejuicios raciales.

### Literatura infantil
En general, los escritos para la infancia de Guia Risari se insertan en el nuevo modelo literario italiano del siglo XXI, a través del que se insta a los niños a una lectura activa y crítica, y se los anima a reelaborar la realidad de manera creativa. La niña protagonista de Pane e oro, por ejemplo, consigue superar su condición humilde a través de la fantasía, con la única ayuda de una hoja de papel y un lápiz.
Achille il puntino, publicado también en España e incluido en el listado de títulos "Nati per Leggere" (Nacidos para leer) les proporciona a los pequeños lectores herramientas para descubrir nuevos mundos a través de la oralidad, la lectura y la escritura. De hecho, el punto contiene dentro de sí una pluralidad de significados e imágenes, que toman vida y se transforman. A través de sucesivas metamorfosis, el punto permite visualizar formas antropomorfas e insta a los niños a plantear preguntas acerca del cuerpo humano, objeto de curiosidad y de misterio.
El "poder salvífico de la fantasía" contrarresta incluso la realidad más trágica, al igual que la de Anna Frank, que Guia Risari revisita a través de La puerta de Anna, en la que la persecución de los Judíos está narrada de tal forma que queda impresa en la memoria de los niños: transposición creativa de los estudios sobre el antisemitismo, que unos años antes había dado sus frutos en los ensayos de la autora.

### Estudios sobre el antisemitismo
Guia Risari trata el antisemitismo desde un enfoque filosófico en el curso de sus estudios universitarios en Leeds, analizando seguidamente de forma sistemática también el carácter del antisemitismo italiano a través de la obra de Giorgio Bassani. Risari hace referencia sobre todo a la aproximación crítica de la Escuela de Frankfurt y al análisis llevado a cabo por Zygmunt Bauman sobre modernidad y holocausto, según los cuales las características de la época moderna (orden, homogeneidad y funcionalidad) han exacerbado el prejuicio antiguo contra los Judíos percibidos cada vez más como "el otro", el "diferente" a quien hay que aislar y aniquilar. Por primera vez la máquina burocrática se hace cargo de dicha misión, liberando de responsabilidad a los individuos aislados.
Aproximándose a Il romanzo di Ferrara de Bassani, Guia Risari examina además el aspecto de los testimonios literarios del holocausto. La literatura del holocausto, atravesando varios estadios, desde el diario, pasando por el ensayo y la poesía, hasta el relato, se transforma en instrumento de conmemoración, interpretación y elaboración de lo acaecido y de los traumas. En Il Romanzo di Ferrara la autora reconoce la complejidad de una obra que es “al mismo tiempo histórica, narrativa y documento personal”, en la que Bassani es a la vez “reportero y testigo que describe, con consciencia creciente, la escena de un trauma personal y colectivo”, si bien mantiene un tono moderado. El énfasis de Bassani remarca en efecto la necesidad de preservar la memoria de un acaecimiento, el holocausto, que manchó a una parte de la humanidad, y no la conmiseración hacia las víctimas ni el ensañamiento de los matarifes: lo que importa es el derecho a la existencia de todo ser vivo.
En The document within the walls, escrito en inglés, Guia Risari sondea la obra narrativa de Bassani con minuciosidad, comprobando incluso las cifras de los caídos recogidas en la Lapide de vía Mazzini, y utilizando un modelo interpretativo que le saca partido tanto a los medios de la crítica literaria, como a los de la crítica de la sociedad. La finalidad de su investigación es examinar el antisemitismo en Italia durante la época fascista tal y como se describe en las páginas del Romanzo di Ferrara, que debería considerarse “no una simple colección de relatos, sino un documento propiamente dicho” acerca de la integración judía y de la traición italiana, de la persecución fascista y del doloroso desengaño de las víctimas. La autora manifiesta dudas sobre el "mito del buen italiano", según el cual la persecución de los Judíos en Italia fue menos feroz que la llevada a cabo por los nazis.
En Jean Améry.Il risentimento come morale, obra dimanada de la tesis de licenciatura por la que Guia Risari ha obtenido cinco distinciones, la autora sugiere una nueva valoración de la idea de resentimiento, que considera "la única forma de moralizar la vida y la historia".
El resentimiento de los supervivientes de los campos de concentración se señala como única manera de enmendar la historia, sin olvidarla ni perdonarla, y es puesto en valor en consonancia con Adorno y Horkheimer, es decir, se lo redime de su condición de reacción patológica e insana.
Améry hace público el propio resentimiento sin falsos pudores: "la intuición fundamental en Améry consiste exactamente en comprender la compleja ambivalencia del resentimiento, que es rechazo hacia el presente y, al mismo tiempo, lazo emocional, existencial con el pasado" un "movimiento multiforme del alma, que permite conservar y revivir la memoria de la ofensa sin ofuscar el uso de la razón crítica".
La necesidad de no olvidar se retoma en el ensayo introductorio de Guia Risari a la edición italiana de Le sang du ciel de Piotr Rawicz, traducido por la misma Risari, que repropone también el doble papel del autor como testigo y narrador del holocausto, recordando la importancia de prestarle voz al dolor causado por otros sin motivo, a fin de que no se pierda la memoria.

## Algunas Obras
La producción literaria de Guia Risari se extiende a diversos géneros.

### Ensayo
- Troubador, ed. (2004). The document within the walls : the romance of Bassani (en inglés) (2ª edición). Market Harborough. ISBN 1-899293-66-3.

- Franco Angeli, ed. (2002). Jean Améry : il risentimento come morale. Milán. ISBN 88-464-3402-1.

- Editions Kimé, ed. (2013). Un ciel de sang et de cendres : Piotr Rawicz et la solitude du témoin (en francés). Paris. pp. 131-135. ISBN 978-2-84174-609-5.

- Castelvecchi, ed. (2016). Jean Améry : il risentimento come morale (2.ª edición). Roma. ISBN 978-88-6944-607-8.

- Mondadori, ed. (2019). Il diario di Anna Frank (en italiano). Milano. ISBN 9788804718659.,

### Novelas
- RueBallu, ed. (2014). Il taccuino di Simone Weil. ilustrado por P. Valentinis. Palermo. ISBN 978-88-95689-15-9.

- Oscar Mondadori, ed. (2015). Il decamerino. ilustrado por E. Macellari. Milán. ISBN 978-88-04-65563-3.

- Mondadori, ed. (2016). La porta di Anne. ilustrado por A. Floris. Milán. ISBN 978-88-04-65888-7.

- EL, Einaudi Ragazzi, ed. (2016). Il viaggio di Lea. ilustrado por I. Bruno. San Dorligo della Valle. ISBN 978-88-6656-330-3.

- San Paolo Ragazzi, ed. (2017). Gli amici del fiume. ilustrado por G. Rossi. Milán. ISBN 978-88-21-59972-9.

- Stampa Alternativa, ed. (2018). Così chiamò l'Eterno. Viterbo. ISBN 978-88-6222-634-9.

- Edizioni Settenove, ed. (2021). Il filo della speranza. Cagli. ISBN 9788890860584.

- Giunti Editore, ed. (2023). I giorni di Alban. ilustrado por F. Gambatesa. Firenze. ISBN 978-88-099-438-10.

- Sabir Editore, ed. (2025). Notizie dalla fattoria Sottolmo. ilustrado por A. Oberosler. Savignano sul Rubicone. ISBN 9788831460828.

### Cuentos
- Digestione, 2001
- Il segreto di Miguel la Lune, 2001
- Nuit Palestinienne, 2002
- Maemi, 2003
- Diario di Milaidis de los Angeles Casanova Carmina, 2003
- Le ore di Busan, 2003
- Les départs, 2004
- Dudé, 2005
- L'editto, 2006
- Pecore in Terra Santa, 2008
- In quella strada, 2009
- La moglie di Barbablù, 2010
- Quarto di luna, 2011
- Loris, 2012
- Il Soffio Millenario, 2012
- Colasabbia, 2012
- Le disavventure di Casanova, 2013
- In quella strada, 2013
- Chiave di Pioggia, 2014
- I pescatori, 2015
- Il poeta, 2015
- L'angelo dell'amore, 2015
- I giorni della prigione, 2016

### Poesía
- Quattro Stagioni, 2002
- J'ai vu, 2003
- Le Maître, 2015

### Teatro
- La Pietra e il Bambino; La Pierre et l'Enfant, representado en italiano y francés por la compañía Teatro Gioco Vita 2013[44]
- I canti dell'albero, representado la compañía Controluce 2019

### Surrealismo
- Beisler (ed.). L' alfabeto dimezzato. ilustraciones de Chiara Carrer. Roma año =2007. ISBN 978-88-7459-013-1.
- Beisler, ed. (2007). Il pesce spada e la serratura. ilustraciones de Francesco Tullio Altan. Roma. ISBN 978-88-7459-012-4.[45]

### Literatura infantil
- F. Panini Ragazzi, ed. (2004). Pane e oro. ilustraciones de Cecco Mariniello. Modena. ISBN 88-8290-647-7.
- Lapis, ed. (2006). La macchina di Celestino. ilustraciones de Cecco Mariniello. Roma. ISBN 88-7874-014-4.
- Kalandraka, ed. (2006). Aquiles el puntito. ilustraciones de Marc Taeger. Pontevedra. ISBN 84-96388-35-2.
- Kalandraka-Hipòtesi, ed. (2006). Aquil.les el puntet (en cat). traducción:Joao Barahona. Pontevedra-Barcellona. ISBN 84-934380-0-6.
- Kalandraka, ed. (2006). Aquiles o puntiño (en glg). traducción:Xosé Ballesteros. Pontevedra. ISBN 84-8464-568-1.
- Kalandraka, ed. (2008). Achille il puntino. ilustraciones de Marc Taeger. Firenze. ISBN 978-88-95933-03-0.
- K alandraka Portugal, ed. (2008). Aquiles o pontinho (en por). traducción:Elisabete Ramos. Lisboa. ISBN 978-972-8781-84-2.
- EDT-Giralangolo, ed. (2008). Il cavaliere che pestò la coda al drago. ilustraciones de Ilaria Urbinati. Torino. ISBN 978-88-6040-348-3.
- MeMo, ed. (2008). La terre respire (en francés). ilustraciones de Alessandro Sanna. Nantes. ISBN 978-2-35289-036-2.
- Edetions MeMo, ed. (2010). Le chat âme (en francés). ilustraciones de Ghislaine Herbéra. Nantes. ISBN 978-2-35289-094-2.
- Topipittori, ed. (2010). La coda canterina. ilustraciones de Violeta Lopiz. Milán. ISBN 978-88-89210-48-2.
- Franco Cosimo Panini, ed. (2010). Gli occhiali fantastici. ilustraciones de Simone Rea. Modena. ISBN 978-88-570-0176-0.
- Le Baron Perché, ed. (2012). Le Petit Chaperon bleu (en francés). ilustraciones de Clémence Pollet. Paris. ISBN 978-2-36080-054-4.
- Ediciones Castillo, ed. (2013). Caperucita azul. ilustraciones de Clémence Pollet. S.A de C.V. ISBN 978-607-463-930-8.
- A Buen Paso, ed. (2013). El regalo de la giganta. ilustraciones de Beatriz Martin Terceño. Barcelona. ISBN 978-84-941579-0-5.
- Le Baron Perché, ed. (2014). Je m'appelle Nako (en francés). ilustraciones de Magali Dulain. París. ISBN 978-2-36080-099-5.
- Buk Buk, ed. (2015). Il regalo della gigantessa. Trapani. ISBN 978-88-98065-10-3.
- MOV Palavras, ed. (2015). O presente da giganta (en por). Barueri. ISBN 978-85-68590-21-8.
- A Buen Paso, ed. (2016). El vuelo de la familia Knitter. ilustraciones de Anna Castagnoli. Barcelona. ISBN 978-84-944076-9-7.
- Bohem Press, ed. (2016). Il volo della famiglia Knitter. ilustraciones de Anna Castagnoli. Trieste. ISBN 978-88-95818-72-6.
- Eli-La Spiga edizioni, ed. (2016). Se fossi un uccellino. ilustraciones de Simona Mulazzani. Loreto (AN). ISBN 978-88-468-3564-2.
- Coccole Books, ed. (2016). Il pigiama verde. ilustraciones de Andrea Alemanno. Belvedere Marittimo (CS). ISBN 978-88-98346-62-2.
- Eli-La Spiga edizioni, ed. (2017). I tre porcellini d'India. ilustraciones de Valeria Valenza. Loreto (AN). ISBN 978-88-46-8363-97.
- Beisler, ed. (2018). La tigre di Anatolio. ilustraciones de Giulia Rossi. Roma. ISBN 978-88-7459-057-5.
- San Paolo, ed. (2018). Elia il camminatore. ilustraciones de Giulia Rossi. Cinisello Balsamo (MI). ISBN 978-88-92214-10-1.
- Gribaudo, ed. (2019). La stella che non brilla. ilustraciones de Gioia Marchegiani. Verona. ISBN 978-88-580-2322-8.
- Terre di Mezzo, ed. (2019). Una gallina nello zaino. ilustraciones de Anna Laura Cantone. Milano. ISBN 978-8861895218.
- Settenove, ed. (2019). Ada al contrario. ilustraciones de Francesca Bonanno. Cagli. ISBN 978-8898947423.
- Paoline, ed. (2019). Mamma cerca casa. ilustraciones de Massimiliano Di Lauro. Milano. ISBN 9788831551380.
- Paoline, ed. (2020). Mi chiamo Nako. ilustraciones de Paolo D'Altan. Milano. ISBN 978-8831551878.
- Bohem Press, ed. (2020). Molto molto orso. ilustraciones de Laura Orsolini. Trieste. ISBN 978-88-32137-11-8.
- Edizioni Corsare, ed. (2020). Avanti tutta!. ilustraciones de Daniela Iride Murgia. Perugia. ISBN 9788899136598.
- Edizioni Gribaudo, ed. (2021). Le più belle storie della tradizione ebraica. ilustraciones de Cinzia Ghigliano. Verona. ISBN 9788858029435.
- Edizioni Lapis, ed. (2021). La terra respira. ilustraciones de Alessandro Sanna. Roma. ISBN 9788878748156.
- Edizioni Gribaudo, ed. (2021). Le più belle fiabe regionali italiane. ilustraciones de Fabiana Bocchi. Verona. ISBN 9788858038956.
- Edizioni Corsare, ed. (2021). Baci. ilustraciones de Andrea Calisi. Perugia. ISBN 9788899136697.
- Edizioni Settenove, ed. (2022). Non siamo angeli. ilustraciones de Alicia Baladan. Cagli. ISBN 9788898947744.
- Edizioni Lapis, ed. (2022). Voglio il mio mostro. ilustraciones de Ceylan Aran. Roma. ISBN 9788878748774.
- Edizioni Bohem Press Italia, ed. (2022). In quel baule. ilustraciones de Laura Orsolini. Trieste. ISBN 9788832137224.
- Edizioni Lapis, ed. (2023). Non temere. ilustraciones de Daniela Tieni. Roma. ISBN 9788878749160.
- Edizioni Lapis, ed. (2023). Viaggio di un bacio. ilustraciones de Elena Baboni. Roma. ISBN 9788878749498.
- Edizioni Settenove, ed. (2024). Splendide creature. ilustraciones de Cinzia Ghigliano. Cagli. ISBN 9791281477049.
- Edizioni Lapis, ed. (2024). Mirabasso e Altamira. ilustraciones de Sergio Olivotti. Roma. ISBN 9791255190189.
- Edizioni Piuma, ed. (2025). Il gatto anima. ilustraciones de Ghislaine Herbéra. Calco. ISBN 9788897443766.
- Ed. Cambourakis, ed. (2025). Sentiers. ilustraciones de Andrea Calisi. Paris. ISBN 9782366249903.
- Edizioni Giunti, ed. (2025). Haiku per esplorare il mondo. ilustraciones de Maki Hasegawa. Firenze. ISBN 9791223200605.
- Kalandraka, ed. (2025). Il tram numero fiore. ilustraciones de Federico Delicado. Firenze. ISBN 9788413433462.

### Traducciones
- Anne-Sophie Brasme (2002).  Feltrinelli, ed. La mia migliore amica. traducción:Guia Risari. ISBN 88-07-70142-1.
- Tierno Monénembo (2003).  Feltrinelli, ed. Il grande orfano. traducción:Guia Risari. Milán. ISBN 88-07-01629-X.
- Maryse Condé (2004).  Edizioni e/o, ed. La vita perfida. traducción:Guia Risari. Roma. ISBN 88-7641-593-9.
- Marie Sellier (2005).  L'Ippocampo, ed. L'Africa, piccolo Chaka... traducción: Guia Risari. Génova. ISBN 88-88585-73-7.
- Piotr Rawicz (2006).  Giuntina, ed. Il sangue del cielo. ensayo introductorio y traducción de Guia Risari. Florencia. ISBN 88-8057-252-0.
- Jacquie Wines (2007).  EDT-Giralangolo, ed. Il pianeta lo salvo io...in 101 mosse!. traducción y adaptación de Guia Risari. Turín. ISBN 88-6040-252-2.
- Jill Murphy (2006).  EDT-Giralangolo, ed. Cinque minuti di pace. traducción:Guia Risari. Turín. ISBN 88-6040-237-9.
- Jill Murphy (2006).  EDT-Giralangolo, ed. Una serata colorata. traducción:Guia Risari. Turín. ISBN 978-88-6040-357-5.
- Jill Murphy (2006).  EDT-Giralangolo, ed. La signora Enorme dorme. traducción:Guia Risari. Turín. ISBN 88-6040-263-8.
- Jill Murphy (2006).  EDT-Giralangolo, ed. Solo una fetta di torta. traducción:Guia Risari. Turín. ISBN 978-88-6040-356-8.
- Nadea Roman (2006).  EDT-Giralangolo, ed. Il Risveglio. traducción:Guia Risari. Turín. ISBN 88-6040-235-2.
- Laurence Cleyet-Merle (2006).  EDT-Giralangolo, ed. Il grande volo de Odelio. traducción:Guia Risari. Turín. ISBN 88-6040-234-4.
- Sylvette Hachemi (2006).  EDT-Giralangolo, ed. Afganistan. traducción:Guia Risari. Turín. ISBN 978-88-6040-214-1.
- Aude Le Morzadec (2006).  EDT-Giralangolo, ed. Cile. traducción:Guia Risari. Turín. ISBN 978-88-6040-230-1.
- Barbara Martinez (2006).  EDT-Giralangolo, ed. Cina. traducción:Guia Risari. Turín. ISBN 978-88-6040-213-4.
- Séverine Bourguignon (2006).  EDT-Giralangolo, ed. Dede e il riso de Giava. traducción:Guia Risari. Turín. ISBN 978-88-6040-225-7.
- Mohamed Ad-Daïbouni (2006).  EDT-Giralangolo, ed. Fatna e la bianca Tetouan. traducción:Guia Risari. Turín. ISBN 978-88-6040-227-1.
- Marc-Henry Debidour (2006).  EDT-Giralangolo, ed. Giappone. traducción:Guia Risari. Turín. ISBN 978-88-6040-229-5.
- Sylvette Bareau, Crescence Bouvarel, Camille Pilet (2006).  EDT-Giralangolo, ed. Indea. traducción:Guia Risari. Turín. ISBN 978-88-6040-350-6.
- Etienne Appert (2006).  EDT-Giralangolo, ed. Ravi e i pescatori di Goa. traducción:Guia Risari. Turín. ISBN 978-88-6040-228-8.
- Françoise Guyon, Roger Orengo (2006).  EDT-Giralangolo, ed. Thi Thêm e la fabbrica di giocattoli. traducción y adaptación de Guia Risari. Turín. ISBN 978-88-6040-351-3.
- Séverine Bourguignon (2006).  EDT-Giralangolo, ed. Il Tukul di Yussuf. traducción:Guia Risari. Turín. ISBN 2-84166-265-9.
- Jean de La Fontaine (2007).  L'Ippocampo, ed. Favole de La Fontaine 2. traducción:Guia Risari. Milán. ISBN 88-95363-95-7.
- Jean de La Fontaine (2007).  L'Ippocampo, ed. Favole de La Fontaine 1. traducción:Guia Risari. Milán. ISBN 88-95363-94-9.
- Anne-Sophie Brasme (2008).  Kowalski, ed. La mia migliore amica. nueva traducción de Guia Risari. Milán. ISBN 2-213-61030-4.
- David Benedectus (2009).  Nord-Sud, ed. Ritorno al bosco dei cento acri. traducción:Guia Risari. Milán. ISBN 978-88-8203-941-7.
- Michael Hoeye (2009).  Salani, ed. Il tempo delle rose. traducción:Guia Risari. Milán. ISBN 978-88-8451-978-8.
- Jakob Grimm, Wilhelm Grimm (2009).  Nord-Sud, ed. Biancaneve. traducción:Guia Risari. Milán. ISBN 978-88-8203-923-3.
- Dav Pilkey (2009).  Nord-Sud, ed. I coniglietti tontoloni. traducción:Guia Risari. Milán. ISBN 978-88-8203-897-7.
- Dav Pilkey (2009).  Nord-Sud, ed. Largo ai coniglietti tontoloni. traducción:Guia Risari. Milán. ISBN 978-88-8203-898-4.
- Jan Fearnley (2009).  Nord-Sud, ed. Marta sta nel mezzo. traducción:Guia Risari. Milán. ISBN 978-88-8203-924-0.
- Sylvain Trudel (2010).  ALET, ed. Le chiavi della notte. traducción:Guia Risari. Padua. ISBN 978-88-7520-157-9.
- Robert Marich (2010).  White Star, ed. Non solo baci. I più grande film d'amore. traducción:Guia Risari. Vercelli. ISBN 88-540-1528-8.
- Tonino Benacquista (2012).  e/o, ed. Gli uomini del giovedì. traducción:Guia Risari. Roma. ISBN 978-88-6632-112-5.
- David Almond (2012).  Salani, ed. Il bambino che si arrampicò fino alla luna. traducción:Guia Risari. Milán. ISBN 978-88-6256-829-6.
- Dominique Demers (2017).  EL Einaudi ragazzi, ed. Sos: nuova prof. traducción:Guia Risari. San Dorligo della Valle. ISBN 978-88-6656-375-4.
- Claire Cantais (2020).  Settenove, ed. Il mio superserciziario femminista. traducción:Guia Risari. Cagli. ISBN 9788898947416.
- Emily Dickinson (2021).  EL Einaudi ragazzi, ed. Una goccia sul melo. traducción:Guia Risari. San Dorligo della Valle. ISBN 9788866566397.
- Remy Charlip (2021).  Edizioni Primavera, ed. Sottobraccio. traducción:Guia Risari. Cervinara. ISBN 9788885592322.
- Rosie Haine (2021).  Edizioni Settenove, ed. La nudità che male fa?. traducción:Guia Risari. Cagli. ISBN 9788898947621.

## Otros Proyectos
- Wikimedia Commons alberga una galería multimedia sobre Guia Risari.